# Cyrtandra spicata
Cyrtandra spicata är en tvåhjärtbladig växtart som beskrevs av De Vriese. Cyrtandra spicata ingår i släktet Cyrtandra och familjen Gesneriaceae.

## Underarter
Arten delas in i följande underarter:
- C. s. hasskarlii
- C. s. spicata